# Liebetraut Rothert
Liebetraut Rothert (geboren 27. Oktober 1909 in Marienwerder, Provinz Westpreußen; gestorben 23. Juli 2005 in Berlin) war eine deutsche Prähistorikerin und Werksarchivarin.

## Leben

### Jugend und Ausbildung
Hermann Rothert, Liebetrauts Vater, wurde 1911 zum Landrat des Kreises Bersenbrück in der preußischen Provinz Hannover ernannt und zog daraufhin mit seiner Familie nach Bersenbrück. Das Abitur machte Liebetraut Rothert 1930 in Münster. Mit dem Ziel, im Museumsbetrieb eine Anstellung zu finden, studierte sie anschließend an den Universitäten Breslau, Wien und Tübingen Germanische Ur- und Frühgeschichte, Geologie und Kunstgeschichte. Rothert schloss 1935 ihr Studium mit der Breslauer Doktorarbeit über „Die mittlere Steinzeit in Schlesien. Die Feuersteingeräte und ihre Einordnung“ ab. Die Doktorarbeit wurde in der angesehenen Mannus-Bücherei des Reichsbundes für Deutsche Vorgeschichte veröffentlicht.

### Prähistorikerin
Zunächst war Rothert für Hans Reinerth in Berlin tätig, einen der damals führenden Archäologen und Bundesführer des Reichsbundes für Deutsche Vorgeschichte. Unter anderem kuratierte Rothert zusammen mit Waltraut Bohm und Alfred Tode 1936 die sehr erfolgreiche Ausstellung „Lebendige Vorzeit“ in Berlin. 1938 bekam sie eine Stelle am Brandenburgischen Landesamt für Vor- und Frühgeschichte. Bei Kriegsbeginn wurden ihr leitende Aufgaben übertragen, da die männlichen Kollegen in den Krieg eingezogen wurden. Nach der Heirat mit Erich Gahrau zog sie mit ihm nach Cottbus und leitete dort von 1941 bis 1945 das Niederlausitzer Landesmuseum für Vor- und Frühgeschichte.
Als Dresden bombardiert wurde, flüchtete sie mit ihren beiden Kindern nach Lippstadt zu Verwandten. 1946 bekam sie ihr drittes Kind. Ihre Ehe scheiterte jedoch bald und Rothert zog 1948 mit den Kindern zu ihren Eltern nach Münster zurück.
Noch 1951 veröffentlichte Rothert eine Rezension über „Die Altsteinzeitfunde aus dem Leinetal bei Hannover“ von Karl Hermann Jacob-Friesen.
Rotherts archäologische Aufzeichnungen gerieten in Vergessenheit, da sie sich nach 1953 nicht mehr zum Thema äußerte. Ihre Artikel wurden erst durch Henny Piezonka wiederentdeckt. Piezonka stieß bei der Zusammenstellung der archäologischen Forschungsgeschichte Brandenburgs zufällig auf Rotherts Schriften:

„Nach ihren frühen, fundierten Forschungen zum Mesolithikum hat Rothert die brandenburgische Bodendenkmalpflege in den Jahren von 1938 bis 1945 entscheidend gestaltet und dabei die Arbeitsgrundlagen für die heute wirkenden Institutionen maßgeblich mitgeschaffen.“

### Redakteurin, Archivarin und Historikerin
Nach Jahren, die sie mit Gelegenheitsarbeiten überbrückte, bekam Rothert durch Zufall eine Stelle als Schriftleiterin (heute: Redakteurin) bei der Werkszeitschrift „Die Grubenlampe“ auf der Zeche Hannover, die zum Krupp-Konzern gehörte. Daher zog sie 1953 mit ihren Kindern nach Eickel, wo ihr eine schöne Wohnung zur Verfügung gestellt wurde. Um die Arbeit im Kohlenbergbau kennenzulernen, fuhr sie häufig in den Schacht ein und las Grundlagenwerke wie den „Heise/Herbst“. Für die Zeitschrift gelang es Rothert außerdem die Fotografen Albert Renger-Patzsch und Ruth Hallensleben zu engagieren. Sie hatte die Stelle bis 1959 inne, da die Zeitschrift 1960 eingestellt wurde.
Auf der Zeche Hannover war Rothert als Werksarchivarin tätig. Sie leitete zudem die Werksbücherei und richtete auch in anderen Krupp-Zechen entsprechende Räumlichkeiten ein. Schließlich übernahm sie die Leitung der Werksfürsorgestelle. Angeregt durch die Bekanntschaft mit Wilhelm Brepohl nutzte sie den Kontakt mit den Bergleuten wissenschaftlich und erstellte Aufzeichnungen über Herkunft, die Lebens- und Arbeitsverhältnisse der Belegschaften auf den Zechen Hannover, Hannibal und Königsgrube.
Im Ruhestand arbeitete Rothert ihre Unterlagen in der Monografie „Umwelt und Arbeitsverhältnisse von Ruhrbergleuten in der 2. Hälfte des 19. Jahrhunderts, dargestellt an den Zechen Hannover und Hannibal in Bochum“ auf, die vom LWL-Instituts für Regionalgeschichte herausgegeben wurde.

### Nachlass
Die Manuskripte und Unterlagen für die Monografie „Umwelt und Arbeitsverhältnisse von Ruhrbergleuten in der 2. Hälfte des 19. Jahrhunderts, dargestellt an den Zechen Hannover und Hannibal in Bochum“ befinden sich heute im Montanhistorischen Dokumentationszentrum in Bochum. Ein Teil von Rotherts privatem Nachlass befindet sich im Westfälischen Wirtschaftsarchiv in Dortmund. Der Briefwechsel aus dem Jahr 1955 mit der Prähistorikerin Gertrud Dorka wird im Archiv des Museums für Vor- und Frühgeschichte in Berlin aufbewahrt. Die beiden Frauen kannten sich seit 1941. Rothert bot damals als Leiterin des Brandenburgischen Landesamts für Vor- und Frühgeschichte Dorka an, den Kreis Oberbarnim zu bearbeiten. Diese Forschungsunterlagen wurden jedoch während des Krieges vernichtet.

### Wiederentdeckung
In der Wanderausstellung „Ein gut Theil Eigenheit. Lebenswege früher Archäologinnen“, die 2024 erst in Hannover und anschließend in Stuttgart gezeigt wurde, wird Rothert als eine von neun vergessenen Archäologinnen in Erinnerung gerufen.

## Veröffentlichungen
Monografien
- Die Mittlere Steinzeit in Schlesien: Die Feuersteingeräte und ihre Einordnung. Dissertation, vorgelegt an der Universität Breslau (= Mannus-Bücherei. Band 55). Kabitzsch, Leipzig 1936.
- Umwelt und Arbeitsverhältnisse von Ruhrbergleuten in der 2. Hälfte des 19. Jahrhunderts: dargestellt an den Zechen Hannover und Hannibal in Bochum. Aschendorff, Münster/Westfalen 1976, ISBN 978-3-402-05878-7.

Artikel
- Die wichtigsten Fundplätze der mittleren Steinzeit in Niedersachsen. In: Die Kunde. 1933, doi:10.11588/diglit.60908.36.
- mit Fritz Nitschke: Allgemeine Vorgeschichte Deutschlands. T. 2, Die Bronze- und Eisenzeit. In: Schriften zu Deutschlands Erneuerung. 32b. Verlag von Heinrich Handel, Breslau 1938, OCLC 1423954415.
- Arbeitstagung der staatlichen, deutschen Bodendenkmalpfleger in Berlin. In: Quartär. International Yearbook for Ice Age and Stone Age Research. Band 2, 1939, ISSN 2749-9995, doi:10.7485/qu.1939.2.82682.
- Heimat und älteste Kultur der Arier. In: Aufstieg und Leistung der Arier. Nr. 1, 1939, OCLC 12825527.
- Das 1. Jahrtausend germanischer Geschichte. In: Aufstieg und Leistung der Arier. Nr. 2, 1939, OCLC 20648198.
- Magdalénien in der Mark Brandenburg. In: Quartär. International Yearbook for Ice Age and Stone Age Research. Band 3, 1941, ISSN 2749-9995, doi:10.7485/qu.1941.3.82558.
- Rezension von: Eduard Peters, Die Stuttgarter Gruppe der mittelsteinzeitlichen Kulturen. In: Quartär. International Yearbook for Ice Age and Stone Age Research. Band 4, 1942, ISSN 2749-9995, doi:10.7485/qu.1942.4.82540.
- Liebetraut Rothert: Rezension von: K. H. Jacob-Friesen, Die Altsteinzeitfunde aus dem Leinetal bei Hannover. In: Quartär. International Yearbook for Ice Age and Stone Age Research. Band 5, 1951, ISSN 2749-9995, doi:10.7485/qu.1951.5.82508.
- mit H. M. Wormington: Der urgeschichtliche Mensch in Nordamerika und die Leitformen seiner Kulturen. In: Quartär. 1954, ISSN 2749-9995, doi:10.7485/qu.1954.6.82429.
- Zur Herkunft westfälischer Bergleute auf Bochumer Schachtanlagen im 19. Jahrhundert : Unter besonderer Berücksichtigung der Kreise Lübbecke und Büren als Herkunftsgebiete (mit einer Beilagekarte). In: Westfälische Forschungen. Nr. 31, 1981, S. 73–117.
- Westfälische Burschenschafter 1821-1830. In: Westfälische Zeitschrift. Nr. 144, 1994, S. 167–221.